# Szapar Iszakov
Szapar Jumakadovics Iszakov (kirgizül: Сапар Жумакадырович (Жумакадыр уулу) Исаков; Biskek, 1977. július 29. –) kirgiz politikus, 2017 és 2018 között Kirgizisztán miniszterelnöke.

## Élete
1977-ben született Biskekben. 1999-ben szerzett diplomát a Kirgiz Nemzeti Egyetemen, ahol retorikát tanult. 2017-ben a Kirgiz Köztársaság 19. miniszterelnökének nevezte ki Almazbek Atambajev akkori államfő.

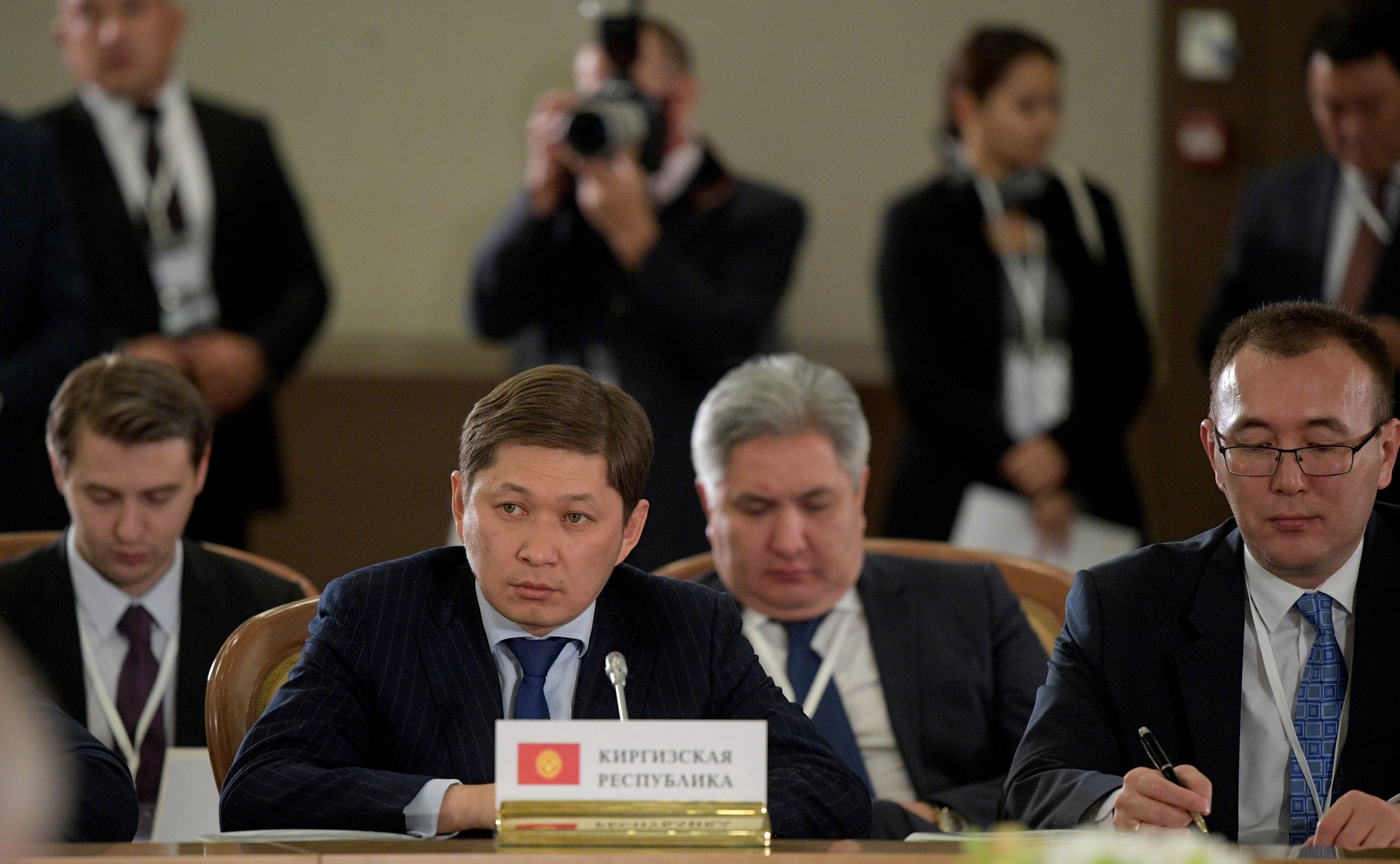
Iszakov (balról a második) 2017-ben

2018-ban Szooronbaj Dzseenbekov elnök eltávolította pozíciójából. Bukására áprilisban került sor. 2018 júniusában a biskeki hőerőmű mellett letartóztatták, és kiadták Kínának. 

## Díjak, elismerések
- Order Manas

## Fordítás
- Ez a szócikk részben vagy egészben  a   Sapar Isakov című angol Wikipédia-szócikk ezen változatának fordításán alapul.  Az eredeti cikk szerkesztőit annak laptörténete sorolja fel. Ez a jelzés csupán a megfogalmazás eredetét és a szerzői jogokat jelzi, nem szolgál a cikkben szereplő információk forrásmegjelöléseként.
- Ez a szócikk részben vagy egészben  a   Sapar Isakov című spanyol Wikipédia-szócikk ezen változatának fordításán alapul.  Az eredeti cikk szerkesztőit annak laptörténete sorolja fel. Ez a jelzés csupán a megfogalmazás eredetét és a szerzői jogokat jelzi, nem szolgál a cikkben szereplő információk forrásmegjelöléseként.

## Kronológia
| Politikai hivatalok            | Politikai hivatalok                    | Politikai hivatalok                |
| ------------------------------ | -------------------------------------- | ---------------------------------- |
| Előző Muhammetkali Abulgazijev | Kirgizisztán miniszterelnöke 2017–2018 | Következő Muhammetkali Abulgazijev |